# Ubaldo Calabresi
Ubaldo Calabresi (ur. 2 stycznia 1925 w Sezze, zm. 14 czerwca 2004 w Rzymie) – włoski duchowny rzymskokatolicki, dyplomata watykański, arcybiskup ad personam, delegat apostolski do Sudanu (1969–1972), nuncjusz apostolski w Sudanie (1972–1978), Wenezueli (1978–1981) i Argentynie (1981–2000).

## Życiorys
Przyjął święcenia kapłańskie 27 marca 1948. W lipcu 1969 mianowany arcybiskupem tytularnym Fundi. Sakry biskupiej udzielił mu kardynał Jean Villot (sekretarz stanu od 2 maja 1969).
W 1972 został mianowany nuncjuszem apostolskim w Sudanie. Od stycznia 1978 nuncjusz w Wenezueli, a od stycznia 1981 w Argentynie. Jako nuncjusz w Argentynie był współkonsekratorem podczas sakry księdza Jorge Mario Bergoglio, późniejszego papieża Franciszka. Przeszedł w stan spoczynku po osiągnięciu wieku emerytalnego w 2000.
Zmarł 14 czerwca 2004.